# Dietenheim
Dietenheim è una città tedesca di 6 569 abitanti, situato nel land del Baden-Württemberg.